# Next (novela)
Next es una novela de tecno-thriller del estadounidense Michael Crichton, publicada en el año 2006. La trama se desarrolla en la época actual, donde tanto el gobierno como el sector privado invierten millones de dólares cada año en la investigación genética. La novela se desarrolla describiendo muchos personajes (incluyendo animales transgénicos) en la lucha por sobrevivir en un mundo dominado por la investigación genética, la codicia de las corporaciones científicas privadas y la intervención legal en estos asuntos.
Salió a la venta en el año 2006 y es la última novela publicada por este autor antes de su muerte. Trata de los últimos avances en el campo de la genética, Crichton vuelve a tomar temas de gran controversia en el mundo científico y legal como el descubrimiento de la composición del genoma humano que ha servido como rampa de lanzamiento para la investigación en aras a descubrir e identificar nuevos genes. En esta novela Crichton vuelve a tomar los temas de genéticas que una vez tomó en Parque jurásico aunque los vincula más con el mundo de las leyes.

## Sinopsis y argumento
El autor de Jurassic Park nos sumerge en los aspectos más sombríos de la investigación genética, la especulación farmacéutica y las consecuencias morales de esta nueva realidad. El investigador Henry Kendall mezcla ADN humano y de chimpancé y produce un híbrido extraordinariamente evolucionado al que rescatará del laboratorio y hará pasar como un humano. Tráfico de genes, animales 'de diseño', encarnizadas guerras de patentes: un futuro turbador que ya está aquí. 

## Personajes principales
En la novela se presentan varias historias, todas relacionadas con experimentos científicos relacionados con la genética y con la carrera de las grandes multinacionales bio-médicas para hacerse con las patentes.
- Una familia en LaJolla: Se ha de hacer cargo de Dave un híbrido chimpancé-humano, que habla y razona y se parece bastante a un niño pero también a un chimpancé.

- El Sr. Burnett: Aquejado de un cáncer; debería haber muerto pero sus células son tan especiales que no sólo ha sobrevivido sino que se ha curado completamente. La UCLA (Universidad de los Ángeles, que lo trató) ha conservado sus células; en teoría para investigar y tratar de aislar el gen que ha permitido su curación, en la práctica para venderlas por un montón de millones a BioGen, una empresa de biotecnología que quiere patentarlas. Se ven envueltos en un juicio por la propiedad de las células.

- Alex y Jamie Burnett: Hija y nieto del señor Burnett, quienes libran una batalla para impedir que una gran compañía extraiga sus células en contra de su voluntad.

- Un científico de BioGen: Que ha conseguido aislar el gen de la madurez. Quien lo inhala madura de la noche a la mañana y deja de lado conductas infantiles como las adicciones. Pero, con el paso de los meses, se descubre que la madurez viene con otro efecto indeseable.

- Gerard: Un loro transgénico muy inteligente que habla muchísimo y puede hacer operaciones matemáticas.

- El orangután parlante: Se ha descubierto en el sureste asiático y suelta groserías en varios idiomas.